# Laura Pérez Segura
Laura Imelda Pérez Segura (Guadalajara, Jalisco; 30 de mayo de 1980) es una psicóloga, docente y política mexicana, militante del Movimiento Regeneración Nacional (Morena). Actualmente es presidenta municipal de San Pedro Tlaquepaque, Jalisco.

## Biografía
Laura Pérez Segura es psicóloga egresada de la Universidad de Guadalajara. En 2006 comenzó a trabajar como personal administrativo y después como profesora en la escuela privada “Centro Universitario Azteca”, ubicada en el centro de Guadalajara, en el estado de Jalisco.
En 2013 comenzó su vida política, cuando fue designada Consejera Nacional de Morena hasta el 2015 y, simultáneamente, asumió el cargo de secretaria de Formación y Capacitación Municipal de San Pedro Tlaquepaque, de 2013 al 2016. En 2015 contendió por una Diputación Federal para la LXIII Legislatura, sin embargo, perdió dicho proceso electoral.
En 2018, nuevamente se postuló como candidata a diputada federal. En dicho proceso electoral resultó electa por el principio de mayoría relativa por el Distrito 16 de San Pedro Tlaquepaque.
En la LXIV Legislatura formó parte de la Junta Directiva de la Comisión de Presupuesto y Cuenta Pública y fue integrante de las comisiones de Vigilancia de la Auditoría Superior de la Federación y de Relaciones Exteriores. El 25 de marzo del 2021, fue Vicecoordinadora del Grupo Parlamentario de Morena en la Cámara de Diputados (México).
En junio de 2021, se postuló para reelegirse en el cargo de diputada federal por el mismo partido, contienda electoral que ganó. Asumió el cargo de Diputada Federal de la LXV Legislatura, donde forma parte de la Junta Directiva de la Comisión de Presupuesto y Cuenta Pública, y la Comisión de Hacienda y Crédito Público.
En octubre de 2021, presentó la iniciativa, denominada Ley Ingrid, que busca prevenir la violencia mediática de género, mediante sanciones a aquellas personas funcionarias públicas que revelen información sensible de personas que hayan sufrido violencia sexual, de cadáveres o parte de ellos en circunstancias de muerte. Esta iniciativa fue aprobada el 23 de marzo de 2022 por la Cámara de Diputados (México).